# 김현 (축구 선수)
김현(한국 한자: 金玄, 1993년 5월 3일 ~ )은 대한민국의 축구 선수이며 포지션은 공격수이다. 현 수원 삼성 블루윙즈 소속이다.

## 클럽 경력
전북 현대 모터스 산하 유소년 팀인 전주영생고등학교 축구부를 거쳐 2012년 전북 현대 모터스에 입단하였으며, 4월 14일 부산과의 경기에서 리그 데뷔전을 치렀다. 6월 13일 제주와의 경기에서 리그 데뷔골을 성공시켰다.
2014년 1월 9일, 이상협과 맞트레이드되어 제주 유나이티드로 이적하였다. 2014년 4월 9일 친정팀인 전북 현대 모터스와의 경기에서 제주 이적 후 첫 골을 터뜨렸다.
2016년 7월, 성남 FC의 곽해성과 남은 시즌 동안 맞 임대 트레이드되었다. 2016년 7월 17일 수원 삼성과의 리그 경기에서 67.4m 거리에서 장거리골을 기록하며 성남에서의 데뷔골이자 역대 K리그 필드 플레이어 최장거리골을 기록하였다.
2017 시즌을 앞두고 아산 무궁화 FC에 입대했다. 2017년 6월 18일에 열린 경남 FC와의 리그 경기에서 입대 후 첫 골을 넣었다. 2017년 9월 17일에 열린 FC 안양과의 경기에서 입대 후 첫 해트트릭을 터뜨리며 팀의 3-1 승리를 이끌었다.
2019 시즌 여름 이적시장에서 J2리그의 도치기 SC로 임대되었다.
2020 시즌을 앞두고 K3리그의 화성 FC로 이적했다.
2020 시즌 여름 이적시장에서 K리그1의 부산 아이파크로 이적했다. 2020년 8월 2일에 열린 울산 현대와의 경기에서 부산 입단 이후 첫 골을 기록했다.
2021 시즌을 앞두고 인천 유나이티드에 입단했다. 2021년 3월 17일에 열린 수원 FC와의 리그 경기에서 페널티킥으로 득점에 성공하며 인천 입단 이후 첫 골을 기록했다. 2021 시즌 동안 리그 29경기 출전, 7골을 기록하며 프로 커리어하이를 기록했다.
2022 시즌을 앞두고 수원 FC에 입단했다.

## 국가 대표 경력
2012년 10월 2010년 AFC U-19 챔피언십 예선 명단에 포함되어 팀 우승에 기여한 뒤 2013년 FIFA U-20 월드컵에 출전하였다.
2013년부터 U-23 대표팀에 꾸준히 발탁되었으나, 끝내 2016년 하계 올림픽 최종 명단에서는 제외되었다.